# Tiefenbroich
Tiefenbroich ist ein Stadtteil im Westen Ratingens.
In diesem  mehrheitlich von Ein- und Mehrfamilienhäusern geprägten Stadtteil leben 6.934 Einwohner (Stand 31. Dezember 2021). Der Angerbach, entlang dessen ein bevorzugtes Siedlungsgebiet mit besonders viel Grün  liegt,  trennt den Norden und Süden von Tiefenbroich. Im Westen erstreckt sich Tiefenbroich entlang der Bundesautobahn 52. Dort wo die Verbindungsstraße zum benachbarten Lintorf die Bundesautobahn 52 kreuzt, befindet sich die Autobahnanschlussstelle Tiefenbroich. Im äußersten Norden beginnen die Ausläufer des Autobahnkreuzes Breitscheid, eines der meistbefahrenen Autobahnkreuze in Deutschland. Im Süden endet Tiefenbroich am Autobahnkreuz Düsseldorf-Nord, wo die A 52 auf die Bundesautobahn 44 trifft.
Im östlichen Teil von Tiefenbroich gelegen erstreckt sich ein Industriegebiet, in welchem sich historisch durch die Region (Ruhrgebiet/Bergisches Land) geprägte Unternehmen der emissionsfreien Metallverarbeitung angesiedelt haben. Weiterhin bedingt durch die Nähe zum Flughafen Düsseldorf und zur Messe Düsseldorf haben sich dort moderne Bürokomplexe etabliert, welche Mobilfunkprovider und IT-Dienstleister beheimaten. Auch der Einzelhandel hat dieses Potenzial entdeckt und positioniert mit zunehmendem Engagement eine Factory-Outlet-„Kultur“.
Nur in sehr wenigen Teilbereichen hat die relativ stark entwickelte Infrastruktur auch negative Auswirkungen auf die Wohnqualität.

## Verkehrsanbindung

### Flugverkehr
Tiefenbroich liegt in sehr kurzer Distanz zum Flughafen Düsseldorf.

### Straße
Wie erwähnt, ist Tiefenbroich über die A 52-Anschlussstelle Tiefenbroich und die Anschlussstelle Ratingen im Autobahnkreuz Düsseldorf-Nord (A 52/A 44) an das Autobahnnetz angeschlossen.

### Eisenbahn
Tiefenbroich liegt an der vielbefahrenen Güterzugstrecke Duisburg–Düsseldorf, auf der zwischen 1876 und 1983 auch Personenzüge verkehrten. Der nächste Bahnhof mit Zugang zum Personenverkehr ist der Nah- und Fernverkehrsbahnhof Düsseldorf-Flughafen an der Bahnstrecke Köln–Duisburg.

### Öffentlicher Personennahverkehr
Im öffentlichen Personennahverkehr wird Tiefenbroich durch zahlreiche Buslinien der Rheinbahn erschlossen und an die umliegenden Orte angebunden.
| Linie   | Verlauf |
| ------- | --- |
| 749     | D-Kaiserswerth, Klemensplatz – Schloss Kalkum – Ratingen-Tiefenbroich, Kaiserswerther Straße – Ratingen, Phillipstraße – Ratingen Mitte – Ratingen Ost – Ratingen-Schwarzbach, Schule Nußbaum – ME-Metzkausen, Kantstraße – Hassel – Florastraße – Mettmann, Jubiläumsplatz – Mettmann Zentrum – Mettmann Stadtwald |
| 752     | Mülheim Hbf – MH-Stadtmitte – Schloß Broich – MH-Saarn, Friedrich-Freye-Straße;– MH-Selbeck, Stooter Straße – Ratingen-Breitscheid, Krummenweg – Lintorf, Friedhof – Am Kämpchen – Rehhecke – Lintorf, Rathaus – Tiefenbroicher Straße – ( Ratingen-Tiefenbroich, Annastraße – Ratingen, Kaiserswerther Straße – Ratingen-West, Dieselstraße – Eckampstraße – Düsseldorf, Neu-Lichtenbroich – ) Mörsenbroich, Heinrichstraße – D-Derendorf – Pempelfort, Münsterstraße/Feuerwache – Stadtmitte, Jacobistraße (Pempelforter Straße , 200 m) – Oststraße – Düsseldorf Hbf |
| 754     | Ratingen-Lintorf, Siemensstraße – Rehhecke – Lintorf, Rathaus – Tiefenbroicher Straße – Ratingen-Tiefenbroich, Annastraße – Kaiserswerther Straße – Ratingen-West, Dieselstraße – Eckampstraße – Düsseldorf, Neu-Lichtenbroich – Mörsenbroich, Heinrichstraße – D-Derendorf – Pempelfort, Münsterstraße/Feuerwache – Stadtmitte, Jacobistraße (Pempelforter Straße , 200 m) – Oststraße – Düsseldorf Hbf |
| 756 758 | Ratingen-Tiefenbroich, Friedhof – Düsseldorf, Theodor-Heuss-Brücke Linien 756 und 758 verkehren auf verschiedenen Linienwegen zu unterschiedlichen Zeiten. |
| 757     | D-Unterrath – Rath, DOME/Am Hülserhof – Ratingen-West, Erfurter Straße – Dieselstraße – Tiefenbroich, Kaiserswerther Straße – Annastraße – Gorch-Fock-Straße – Ratingen, Phillipstraße – Ratingen Mitte – Ratingen Ost |
| O 16    | Ratingen Ost – Ratingen Mitte – Tiefenbroich – Lintorf – Ratingen-Breitscheid, Am Kessel Ortsbus-Linie in Ratingen |
| DL 1    | Ratingen-Hösel → Ratingen-Eggerscheidt – Ratingen-Breitscheid, Krummenweg – Ratingen-Lintorf – Ratingen-Tiefenbroich – Ratingen-West – Ratingen Mitte – Ratingen Ost |

Seitens der Stadt Düsseldorf gibt es Planungen das Straßenbahn- oder Stadtbahnnetz von Düsseldorf-Rath nach Ratingen-West und Tiefenbroich auszubauen.

## Bevölkerungsentwicklung in Tiefenbroich
| Jahr | Einwohner |
| ---- | --------- |
| 2000 | 6.730     |
| 2001 | 6.699     |
| 2002 | 6.739     |
| 2003 | 6.625     |
| 2004 | 6.655     |
| 2005 | 6.647     |
| 2006 | 6.651     |
| 2007 | 6.601     |
| 2008 | 6.506     |
| 2009 | 6.550     |
| 2010 | 6.499     |
| 2011 | 6.459     |
| 2012 | 6.439     |
| 2013 | 6.430     |
| 2014 | 6.459     |
| 2015 | 6.521     |

## Söhne und Töchter
- Ansgar Maria van Treeck (* 1957), Fotograf